# Aïcha Chenna
Aïcha Chenna (hay Aïcha Ech-Chenna; 14 tháng 8 năm 1941 - 25 tháng 9 năm 2022) là một nhân viên xã hội Ma-rốc và là nhà nữ quyền. Đăng kí trở thành một y tá, bà bắt đầu làm việc với những phụ nữ thiệt thòi với tư cách là nhân viên của Bộ Y tế nước này. Năm 1985, bà thành lập Hiệp hội Solidarité Féminine (ASF), một tổ chức từ thiện có trụ sở tại Casablanca hỗ trợ các bà mẹ đơn thân và nạn nhân của lạm dụng. Chenna đã nhận được các giải thưởng nhân đạo khác nhau cho công việc của mình, trong đó có giải thưởng Opus 2009 (giá trị 1 triệu Đô la Mỹ).

## Thơ ấu
Chenna được sinh ra ở Casablanca, trong thời gian quân Pháp đang cai trị và bà đã trải qua thời thơ ấu ở ERICesh. Cha bà mất khi bà mới ba tuổi và mẹ của bà đã tái hôn. Cha dượng của Chenna mong muốn bà bỏ học năm 12 tuổi, nhưng trái với mong muốn, mẹ bà đã gửi bà trở lại Casablanca, nơi bà sống với một người dì và tiếp tục học tại một trường dạy tiếng Pháp. Ba năm sau, mẹ bà đã cùng bà đến Casablanca, sau khi ly dị người cha dượng và sau đó bán đồ trang sức của mình để nuôi con gái.
Rời trường học năm 16 tuổi, Chenna tìm được công việc trong bệnh viện, làm thư ký cho các chương trình nghiên cứu về bệnh phong và bệnh lao. Năm 1960, với sự thúc giục của bạn bè, bà đã thi vào trường điều dưỡng và được nhận vào. Sau khi nhận bằng tốt nghiệp điều dưỡng, Chenna làm việc cho đơn vị giáo dục tại Bộ Y tế, cuối cùng trở thành điều phối viên của các chương trình nâng cao nhận thức về sức khỏe. Vào những năm 1970, bà bắt đầu sản xuất các chương trình truyền hình và phát thanh về sức khỏe của phụ nữ, bao gồm "chương trình truyền hình đầu tiên về giáo dục vệ sinh".

## Công tác từ thiện
Công việc tình nguyện đầu tiên của Chenna được thực hiện vào năm 1959, trong một chương trình phúc lợi trẻ em. Năm 1985, bà thành lập Hiệp hội Solidarité Féminine (ASF; "Hiệp hội Đoàn kết Nữ"), một tổ chức chuyên giúp đỡ các bà mẹ đơn thân và phụ nữ bị lạm dụng. Ngay từ đầu nó đã vượt khỏi phạm vi ở Casablanca. ASF đào tạo phụ nữ về nấu ăn, may vá, kế toán và nhiều kỹ năng khác, với mục đích tái hòa nhập họ (và con cái họ) vào xã hội và cho họ cuộc sống tự lập lập. Hiệp hội đã nhận được tư cách tổ chức phi chính phủ (NGO) chính thức từ chính phủ Ma-rốc vào năm 2002, và sau đó đã nhận được sự đóng góp từ Vua Mohammed VI. Năm 1996, Chenna xuất bản Miséria: témoignage ("Misery: Testimonies"), trong đó bà thuật lại hai mươi câu chuyện về những người phụ nữ mà bà đã làm việc cùng. Cuốn sách đã được mô tả cả như là một "tuyên bố nữ quyền" và "một câu chuyện đau khổ". Nó đã giành được một giải thưởng từ Đại sứ quán Pháp tại Rabat và sau đó được dịch sang tiếng Ả Rập.

## Vận động nữ quyền
Chenna tự mô tả là có "một trái tim Hồi giáo với một tâm trí thế tục". Trong thời gian làm nhân viên của Bộ Y tế, bà được biết đến với công việc của mình trong các lĩnh vực tuân theo những điều cấm kị xã hội và tôn giáo, bao gồm kế hoạch hóa gia đình, tình trạng của những bà mẹ đơn thân, tình trạng của những đứa con ngoài giá thú và tình trạng của nạn nhân loạn luân. Bà đã nhận sự chỉ trích thường xuyên từ những người bảo thủ xã hội, người cho rằng công việc của bà hợp pháp hóa hành vi vô đạo đức. Năm 2009, Chenna được trao giải thưởng Opus (giá trị 1 triệu Đô la Mỹ) cho công việc của mình với những phụ nữ chịu thiệt thòi. Bà là người Hồi giáo đầu tiên giành được giải thưởng, và nói rằng tiền thưởng sẽ được dùng để đảm bảo công việc của bà vẫn tiếp tục sau khi bà qua đời.